# Maurus Moreels de Jongere

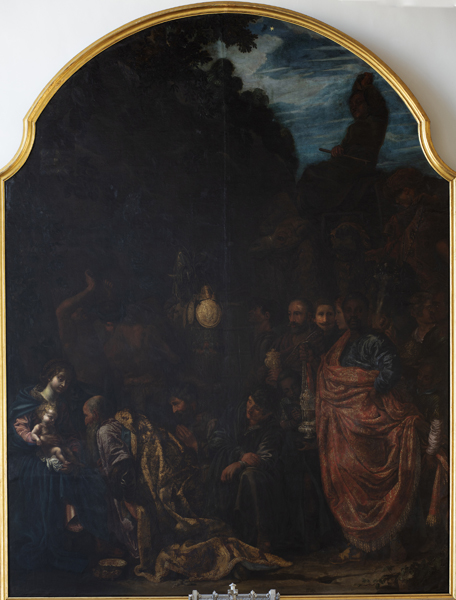
De aanbidding der wijzen (1615) van Maurus Moreels in de Sint-Katelijnekerk in Mechelen

Maurus Moreels de Jongere of Maurus Moreels II (Mechelen, 1585 - aldaar, 6 december 1647) was een Zuid-Nederlands kunstschilder.
Hij werd geboren in een kunstenaarsfamilie en werd opgeleid, eerst door zijn vader Maurus Moreels de Oudere te Mechelen en vervolgens door zijn oom Pieter Stevens te Praag. Ook na de dood van Stevens in 1604 bleef Moreels een tijd in Praag werken. Hij keerde terug naar Mechelen waar hij in 1620 huwde. Hij kreeg zeven kinderen. In 1621 werd hij lid van de Sint-Lucasgilde daar.
Zijn werk De aanbidding der wijzen (1615) hangt in de Mechelse Sint-Katelijnekerk en werd bewonderd door Pieter-Paul Rubens.
De Moreelstraat in Mechelen is naar hem en zijn vader genoemd (maar verkeerd gespeld).